# Servizio ferroviario suburbano di Bruxelles
Il servizio ferroviario suburbano di Bruxelles (in francese Train S Bruxelles; in olandese S-trein Brussel) è il servizio ferroviario suburbano che serve la capitale belga e la sua regione metropolitana.

## Storia
Il servizio venne attivato con il cambio orario del dicembre 2015.

## Rete
La rete si compone di 12 linee:
- S1 Nivelles - Mechelen
- S2 Braine-le-Comte - Lovanio
- S3 Zottegem - Dendermonde
- S4 Aalst - Vilvoorde
- S5 Geraardsbergen - Mechelen
- S6 Aalst - Schaerbeek
- S7 Halle - Machelen
- S8 Bruxelles - Louvain-la-Neuve
- S81 Schaerbeek - Ottignies
- S9 Lovanio - Braine-l'Alleud
- S10 Dendermonde - Aalst
- S20 Ottignies - Lovanio